# Apogon dovii
Apogon dovii es una especie de pez de la familia de los apogónidos en el orden de los perciformes.

## Morfología
Los machos pueden alcanzar los 7,5 cm de longitud total.

## Distribución geográfica
Se encuentran en el Pacífico oriental: desde México hasta el Perú.